# Costus osae
Costus osae är en enhjärtbladig växtart som beskrevs av Paulus Johannes Maria Maas och Hillegonda Maas. Costus osae ingår i släktet Costus och familjen Costaceae.
Artens utbredningsområde är Costa Rica. Inga underarter finns listade.